# Шишкино (Днепропетровская область)
Шишкино (укр. Шишкине) — село,
Павлопольский сельский совет,
Никопольский район,
Днепропетровская область,
Украина.
Код КОАТУУ — 1222985007. Население по переписи 2001 года составляло 162 человека.

## Географическое положение
Село Шишкино находится на левом берегу реки Базавлук,
выше по течению на расстоянии в 1 км расположено село Маринополь,
ниже по течению на расстоянии в 4,5 км расположено село Мироновка,
на противоположном берегу — село Ивановка.